# Tertius Rebelo
Tertius Cesar Pires de Lima Rebelo (Parnaíba, 9 de setembro de 1915 —  Natal, 27 de junho de 1976) foi um militar e político brasileiro, 19.º vice-governador do Rio Grande do Norte e 26.º prefeito de Natal.
Tertius foi oficial da Marinha de Guerra, e foi designado para atuar como capitão dos Portos de Natal, durante a Segunda Guerra Mundial. Aposentou-se como almirante.
Na política, foi prefeito de Natal após a deposição do então prefeito Djalma Maranhão, deputado estadual e vice-governador do estado durante o governo de Cortez Pereira, entre 1971 e 1975.